# Керки (Коми)
Керки — посёлок в муниципальном районе «Сосногорск» в составе городского поселения Сосногорск республики Коми.

## Географическое положение
Посёлок расположен в 21 километре на северо-восток от города Сосногорск. Поселок Керки – один из одиннадцати посёлков сельского типа, входящих в состав Сосногорского района. Посёлок расположен на левом берегу реки Айюва (правый приток реки Ижма) в месте её пересечения с железной дорогой Котлас-Воркута. В прошлом посёлок был крупным центром лесозаготовок, в котором располагался Айювинский лесопункт АО «Ухталес». В 2011 г. открыто движение на участке Сосногорск – Керки. 
В 2012 г. произошло событие, положившее начало новейшей истории Сосногорского района: жители посёлка Керки приняли решение об объединении с городским поселением «Сосногорск». В посёлке в основном малоэтажное домостроение. Имеются: библиотека, 3 магазина, фельдшерско-акушерский пункт. В 2014 г. в посёлке открыта новая начальная школа-детский сад. Данный объект в районе построен впервые за последние 20 лет.

## Климат
Климат характеризуется как континентальный. Средняя месячная температура января — 16,5–18,0 °C. Средняя месячная температура июля +15,0–16,0 °C. Абсолютный максимум +35 °C. Продолжительность зимнего периода около шести месяцев — с середины октября до середины апреля. Устойчивые морозы наступают в начале ноября и прекращаются в конце марта. Максимальная глубина сезонного промерзания грунта — 2 метра. Устойчивый снежный покров образуется в последней декаде октября и держится до конца апреля.

## Население
Постоянное население 693 человек (2002), в том числе русские 64 %. В 2010 году — 689 чел.